# Robert K. Massie
Robert Kinloch Massie III (ur. 1 stycznia 1929 w Lexington, zm. 2 grudnia 2019 w Nowym Jorku) – amerykański historyk, pisarz, zdobywca nagrody Pulitzera, znawca dziejów dynastii Romanowów.

## Życiorys
Większą część młodości spędził w Nashville, stolicy stanu Tennessee. Studiował historię Ameryki na Uniwersytecie Yale, a historię współczesnej Europy na Uniwersytecie Oksfordzkim w ramach Stypendium Rhodesa. W latach 1959–1964 pracował jako dziennikarz magazynu Newsweek, a następnie w Saturday Evening Post.
Wraz z żoną Suzanne opuścił Amerykę i przebywał we Francji, celem polepszenia opieki nad synem cierpiącym z powodu hemofilii. Choroba syna była źródłem szczególnego zainteresowania Massiego losami Mikołaja II, jego żony Aleksandry oraz ich syna Aleksego – również hemofilika. Wkrótce opublikował biografię ostatniego cara Rosji pt. Nicholas and Alexandra, która stała się podstawą filmu pt. Mikołaj i Aleksandra, uhonorowanego w 1971 dwoma Oscarami.
W 1975 wspólnie z żoną wydał Journey, kronikarski zapis doświadczeń rodziców chorego dziecka na tle różnic w opiece medycznej Stanów Zjednoczonych i Francji.
W 1981 Massie otrzymał Nagrodę Pulitzera za Biography for Peter the Great: His Life and World. Na podstawie tej biografii NBC wyprodukowała w 1986 miniserial Piotr Wielki, nagrodzony trzema nagrodami Emmy.

## Książki przełożone na język polski
- Romanowowie: ostatni rozdział
- Katarzyna Wielka. Portret kobiety
- Mikołaj i Aleksandra
- Dreadnought  (2 tomy)
- Stalowe Fortece (4 tomy)